# 신용플러스
신용플러스는 증대되는 가계부채 문제에 대한 지원을 위해 공공 신용상담기관과 민간 신용상담기관이 공동 운영하고 있는 대한민국의 신용상담 플랫폼(모바일 어플리케이션)이다. '23년 1월 13일 정식 출시하였으며, 현재 '23년 2월 현재 15개 신용상담기관이 참여 중이다. 모바일 어플리케이션 형태의 신용플러스 이용을 통해, 신용상담을 원하는 국민이라면 누구나 신용전문가와 무료 신용상담을 받을 수 있다.

## 추진배경

### 가계부채 부담 증대
한국은행에 따르면 ‘22년 2분기 가계부채가 약 1,869조원을 넘었다고 한다. 가계부채 규모가 급속도로 증가한 상황에서, 세계적으로 급격한 통화 긴축에 따른 경기 위축이 발생하고 있다. 이에 더해 고물가 고금리 현상이 상당 기간 이어질 것으로 보임에 따라, 가계부채의 상환 부담은 더욱 커질 것으로 예상된다.
가계 부채 문제의 경우, 채무자의 연체가 발생하여 장기화될수록 정상적인 경제활동으로의 복귀가 늦어지고 신용회복 성공 가능성이 낮아진다. 그에 따라 문제가 발생하기 전 사전적인 신용상담을 통한 가계 부채, 신용관리가 더욱 필요해지고 있는 상황이다.

### 열악한 사전상담 환경
채무조정 진행 전 사전상담이 활성화되어 있는 해외에 비해 우리나라는 신용 및 채무문제 예방을 위한 사전 신용상담 환경이 비교적 열악하다.
미국, 영국, 프랑스 등 주요 선진국의 경우 비영리단체와 공적 기구를 통해 채무조정 전 사전 채무상담 서비스를 정책적으로 추진하는 등 신용상담을 활성화하고 있는 반면, 우리나라의 경우 비교적 잘 정비되어있는 연체자에 대한 채무상담 및 채무자 구제제도(신용회복위원회 개인채무조정, 법원 개인회생/파산)에 비해 ‘사전 신용상담’은 다소 열악한 환경에 놓여있다. 이러한 국내의 상황에서 사전 신용상담에 대한 필요성이 꾸준히 제기되어 왔다.

### 학계의 관심
학계 또한 개인채무자의 부채 부담 완화, 부채 문제의 해결, 부채 문제에 대한 사전 예방 방안으로 신용상담제도 활성화를 꾸준히 제시해오고 있다.

### 정책 환경의 변화
‘22년 12월 「개인금융채권의 관리 및 개인채무자 보호에 관한 법률」(약칭 채무자보호법) 제정안이 국무회의를 통과했다. 채무자보호법은 연체 발생 이후 개인금융채권 관리 · 추심 · 채무조정 과정에서 개인채무자를 보호하기 위해 마련된 법이며, 추심총량제, 연락제한요청권, 추심 유예 등을 통한 과다한 추심연락 제한과 연체가 진행되면 채무자가 금융사에 채무조정을 요청할 수 있는 채무조정 요청권 등의 내용이 주요 골자이다.
이러한 금융 환경에 대한 정책의 변화가 예고됨에 따라 개인채무자의 권리 확보를 위해 보다 전문적이며 정확한 내용을 전달할 수 있는 신용상담의 필요성이 대두되고 있는 상황이다.

## 신용플러스의 시작
다수의 공공 ‧ 민간 신용상담기관은 코로나 팬데믹 이후 금리인상 · 물가상승 등 국민이 겪고 있는 경제적 어려움을 인식하고, 국민에게 선제적이며 신속한 신용상담 지원이 필요하다는 공감대 하에 이에 대한 지원책을 함께 고민해왔다. 그 결과 일반 국민과 신용상담기관 상담사를 연결하는 플랫폼을 구축하여, 대국민 신용상담 접근성 제고가 필요하다는 결론에 이르렀다.
그 결과 ’23년 1월, 14개 공공‧민간 신용상담기관이 참여하는 신용상담플랫폼 “신용플러스”가 출시되었으며, ‘23년 2월 기준으로 총 15개 기관의 참여 중이다. 신용상담기관들은 신용플러스 참여를 통해 신용상담을 활성화하여 전 국민의 채무문제 악화를 예방하고 신용관리를 활성화하기 위한 협력을 지속해 나갈 예정이다.

### 참여기관
【민간 신용상담기관】 롤링주빌리, (사)한국금융복지상담협회, 더불어사는사람들, 가정경제주치의 협동조합, 한국공인신용상담사회, 청년지갑트레이닝센터, 한끼100원나눔운동본부 부설 금융복지상담센터
【공공 신용상담기관】 대전 금융복지상담센터, 경기도 서민금융복지지원센터, 전라북도 금융복지종합 지원센터, 전라남도 금융복지상담센터, 성남시 금융복지상담센터, 전주시 금융복지상담소, 광산구 금융복지상담센터, 신용회복위원회

## 주요 기능

### 신용상담
신용플러스를 통해 신용상담을 손쉽게 신청할 수 있으며, 신용상담기관은 신용상담이 필요한 내담자에게 무료 신용상담을 제공할 수 있다.

### 신용조회/ 신용(자가)진단
이용자는 신용플러스를 통해 NICE, KCB의 신용조회 뿐만 아니라 신용·채무과중도 등 신용(자가)진단이 가능하며, 신쏙진단을 통해 개인의 상황에 맞는 채무조정제도를 제시받을 수 있다.

### 신용교육 및 뉴스
신용플러스에 접속하여 신용관리를 위한 신용교육 영상 및 신용관련 뉴스를 확인해볼 수 있다.

### 유관기관 연계
신용플러스에 접속하면 복지로, 한국신용정보원, 서민금융기관, 한국법률구조공단, 금융감독원 파인 등의 신용과 관련된 서비스 연계 링크를 확인해 볼 수 있다.

## 이용방법
신용플러스는 현재 안드로이드 구글스토어 및 애플 앱스토어에서 모두 무료로 다운 가능하다.